# Volvo Cars
Volvo Cars (en sueco: Volvo personvagnar) es una marca de automóviles de alta gama con sede en Gotemburgo, Suecia, actualmente propiedad del grupo de empresas chino Geely. Fue fundada en 1927 por el ingeniero Gustav Larson y el economista Assar Gabrielsson como una empresa subsidiaria del fabricante de rodamientos SKF. Desde entonces, la firma ha sido líder mundial en tecnologías de seguridad e innovación automotriz y una de las marcas de automóviles más conocidas y respetadas con ventas en más de 100 países.
A pesar de que se suele confundir con AB Volvo, fabricante de vehículos industriales, camiones, autobuses y equipamiento de construcción. Ambas firmas han sido independientes desde que AB Volvo vendió Volvo Cars en 1999 a Ford Motor Company, para formar parte del llamado Premier Automotive Group. En la actualidad es una empresa pública que cotiza en la Bolsa de Estocolmo, perteneciendo la mayoría de sus acciones a Zhejiang Geely Holding Group, que la adquirió de Ford en 2010 por US$1 800 000 000 (equivalente a $2 515 000 763 en 2023).

## Historia

### Los inicios

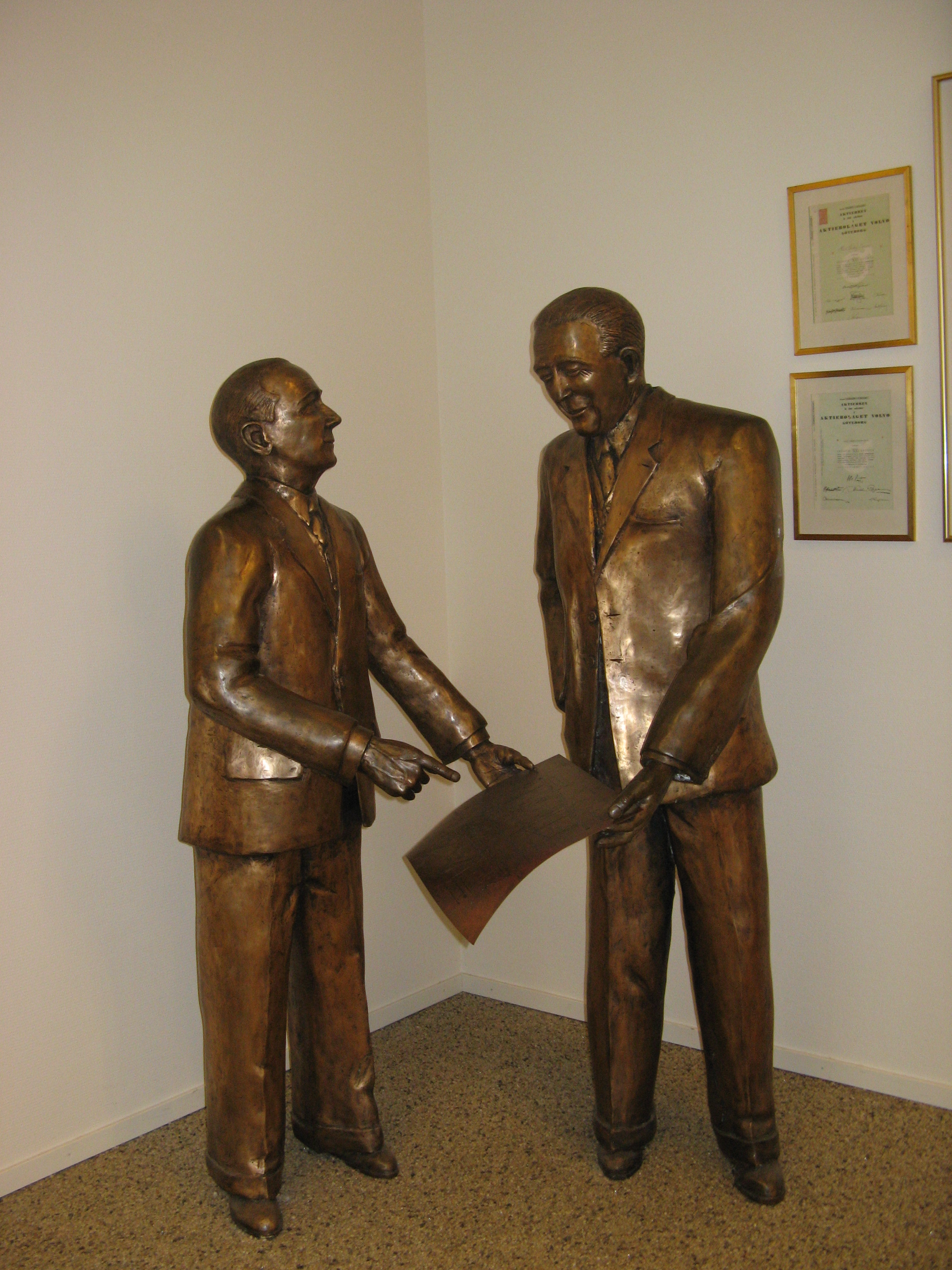
Gustav Larson y Assar Gabrielsson.

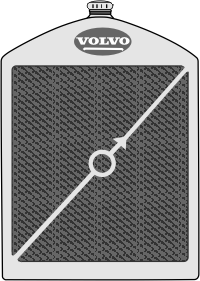
Logotipo de 1927.

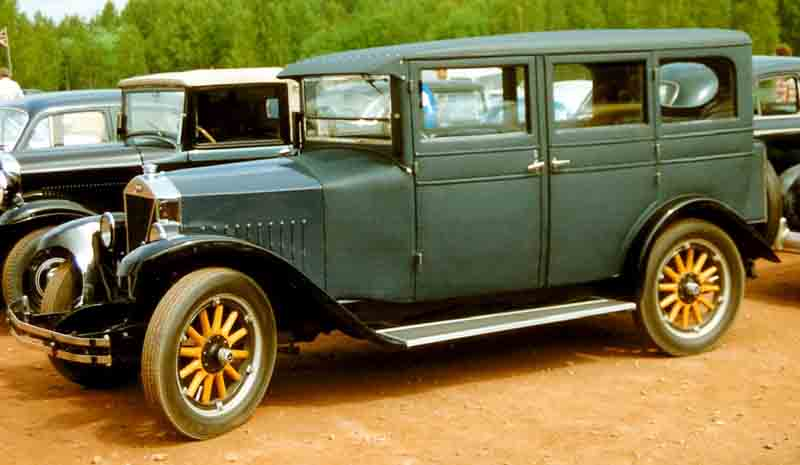
PV4 sedán de 4 puertas de 1927.

La compañía fue fundada en 1927 en Gotemburgo, Suecia, creada como una subsidiaria de Svenska Kullagerfabriken (SKF). Assar Gabrielsson fue nombrado director ejecutivo y Gustav Larson director técnico. «Volvo», que en latín significa "ruedo", fue registrada por primera vez por SKF el 11 de mayo de 1915 para nombrar una serie especial de rodamientos de bolas para el mercado estadounidense, pero nunca fue utilizado para este fin —en la solicitud de la marca también se señaló el propósito de designar los automóviles—. La marca actual de SKF se utilizó en su lugar para todos los productos de SKF. Se fabricaron algunas preseries de rodamientos sellados como Volvo, pero nunca se pusieron a la venta y no fue sino hasta 1927 que la marca fue utilizada de nuevo, a fin de designar tanto el automóvil como la empresa.
El primer coche Volvo salió de la línea de montaje el 14 de abril de 1927, el cual se llamó ÖV 4. Después de esto la compañía produjo vehículos de techo cerrado y cabriolet, diseñados para el fuerte clima y terreno de Suecia. En la solicitud de inscripción para el logotipo Volvo en 1927, se utilizó simplemente una copia de todo el radiador para el ÖV 4, visto desde el frente.
En 1964, Volvo abrió su planta en Torslanda, Suecia, que actualmente es su mayor sitio de producción, donde se fabrican sus autos grandes y lujosos como el S90 y el XC90. En 1965, se construyó la planta de Gante, Bélgica, que es el segundo mayor sitio de producción de la empresa, que fabrica autos pequeños y baratos como el XC40 y su versión eléctrica con carrocería coupé C40. En 1989 se completó la apertura de una tercera planta en Uddevalla, Suecia, que es operada conjuntamente por Volvo Car Corporation y la empresa italiana Pininfarina. Finalmente en 2017 se inauguró la planta de Carolina del Sur, donde se fabrica el S60 de segunda generación.
A principios de los años 1970 Volvo adquirió la división para vehículos de pasajeros de la empresa neerlandesa DAF y comercializó sus automóviles pequeños como Volvos antes de lanzar la Serie 300, construido en los Países Bajos, que pasó a ser uno de los automóviles más vendidos en el mercado británico en la década de 1980.
AB Volvo, como uno de los mayores fabricantes de vehículos comerciales en el mundo, decidió vender sus intereses en la producción de automóviles en 1999 con el fin de centrarse íntegramente en el mercado de vehículos pesados y de la construcción.
Ford Motor Company por su parte, vio las ventajas de adquirir un fabricante prestigioso de automóviles europeos, muy conocido por sus aspectos de seguridad, como aditivo a su división Premier Automotive Group. La adquisición de Volvo Cars fue anunciada el 28 de enero de 1999, y en el siguiente año la adquisición se completó con un precio de US$6 450 000 000 (equivalente a $11 411 826 087 en 2023). Como resultado de la enajenación, la marca de Volvo ahora se utiliza por dos empresas diferentes:
- Volvo Group, un fabricante de vehículos comerciales, etc., que pertenece a intereses suecos.
- Volvo Car Corporation o Volvo Cars, un fabricante de automóviles anteriormente en manos de Ford hasta 2010 y actualmente en manos de Geely.

### Gestión por Ford

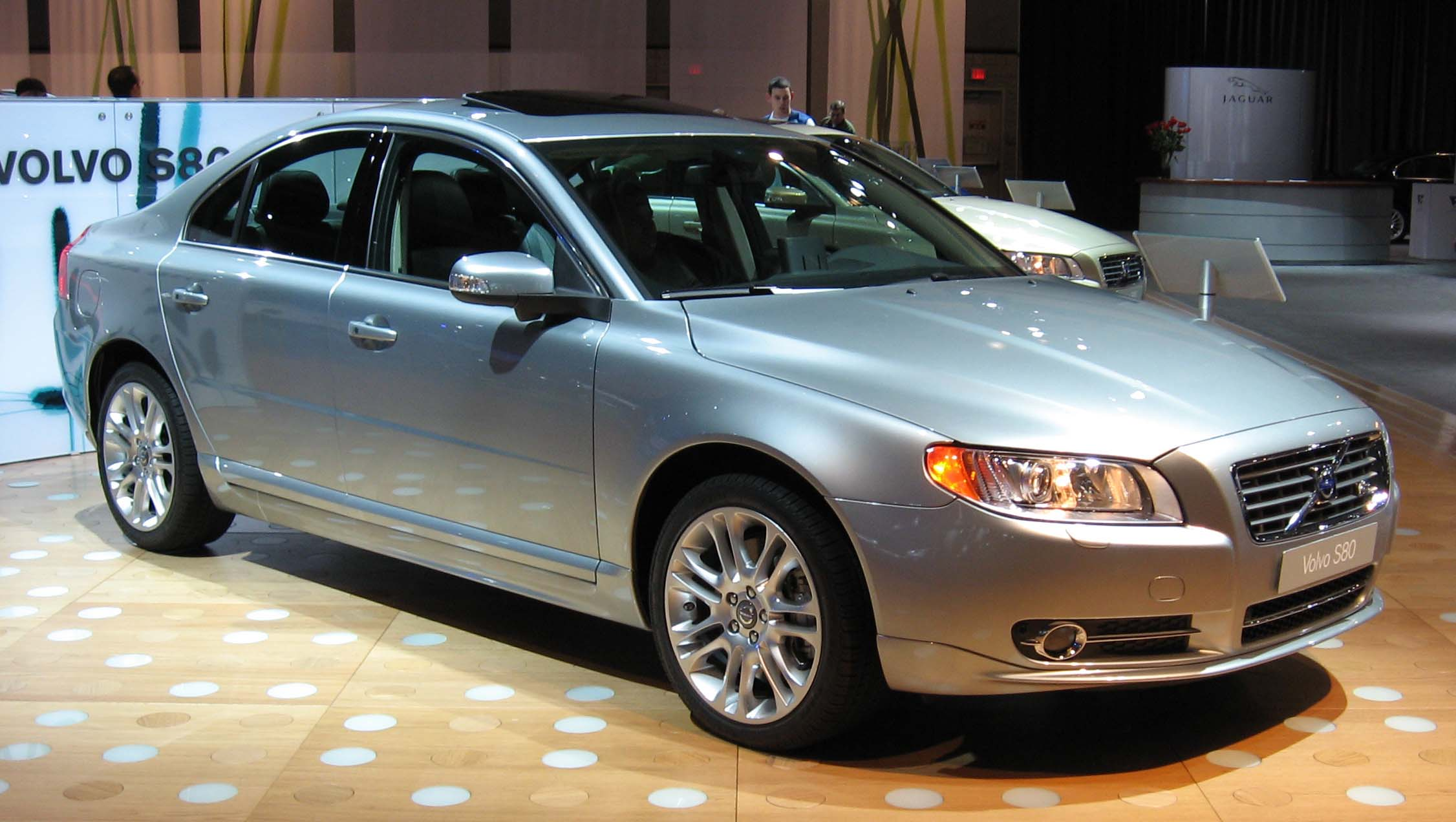
S80 DC de 2007

Después de ser adquirida por Ford, Volvo fue parte del Premier Automotive Group (PAG). Desde su adquisición por el PAG, la empresa amplió su catálogo de vehículos y sobrevivió a las ventas de las otras empresas del grupo, incluyendo Jaguar Cars, Aston Martin y Land Rover.
Tras la venta de Jaguar y Land Rover a Tata Motors, Ford decidió mantener Volvo Cars a pesar de las crecientes pérdidas y la grave crisis económicas. Ford decidió reestructurar los planes para Volvo Cars, presionando todavía más lujo junto al segmento inferior de los sedanes y SUVs de Mercedes-Benz y BMW. El resultado fue un lujoso modelo de segunda generación, llamado el S80, lanzado junto a su primo, la nueva crossover XC60.
Las conversaciones sobre el destino de los coches de Volvo se llevaron a cabo después del fracaso de los fabricantes de automóviles de Estados Unidos, incluyendo los padres Ford de Volvo. Las preocupaciones de los suecos se incrementaron tras los despidos masivos en Volvo, lo que llevó a Suecia a focalizar la atención en intentar ayudar a su industria automotriz. El gobierno pidió que estudiara un posible estado de la propiedad de Volvo, o de rescate financiero de Volvo Cars y SAAB de General Motors. AB Volvo respondió a las conversaciones y decidió no querer los coches de Volvo, por lo que acordó ayudar a reducir los costos de Volvo a través de asociaciones e incluso la propiedad del capital posible entre un consorcio más grande. AB Volvo repite y se puso severo que no van a volver a comprar los coches de Volvo, ni ser accionista mayoritario único. Solo están dispuestos a convertirse en propietario de una parte de su unidad de autos antiguos.
Ford anunció en enero de 2008 que estaba cerrando Volvo Cars y realizando evaluaciones complejas; un precio de US$6 000 000 000 era reportado para la venta, mientras también intentará convertir Volvo en una empresa independiente. El gobierno de Suecia estaba interesado en ayudar con una adquisición posible de Volvo Cars, junto con AB Volvo, en un futuro próximo. Inversores alemanes, suecos, rusos o chinos fueron los candidatos para la adquisición. En última instancia, además del precio había otros factores en la venta – las preferencias de Volvo Cars y el interés estratégico de Ford también influirán en la decisión. Además, AB Volvo debe liberar los derechos de marca al nuevo propietario.
Finalmente, Ford eligió el Geely Holding Group para adquirir Volvo Cars, empresa que inicialmente negó el plan, y tanto Ford y Volvo lo negaron posteriormente. Sin embargo, tras unas estimaciones posteriores que situaban el coste de Volvo en solo 1–1.5 mil millones de dólares, Geely Group Holdings Company compró la firma sueca, gracias a una inyección de Goldman Sachs de $334.000.000 dólares al holding chino.

### Adquisición por Geely
Ford Motor Company decidió considerar la posibilidad de poner Volvo Cars en el mercado en diciembre de 2008, después de sufrir grandes pérdidas ese año. El 28 de octubre de 2009, Ford confirmó que, después de considerar varias ofertas, el comprador preferido de Volvo Cars era Zhejiang Geely Holding Group, el padre del fabricante chino Geely Automobile. El 23 de diciembre de 2009, Ford confirmó que todos los términos sustantivos comerciales de la venta a Geely se habían resueltos. Un acuerdo definitivo fue firmado el 28 de marzo de 2010 con un valor de US$1 800 000 000 (equivalente a $2 515 000 763 en 2023). La Comisión Europea y el Ministerio de Comercio de la República Popular China aprobaron el acuerdo el 6 de julio y el 29 de julio de 2010, respectivamente. El acuerdo se cerró el 2 de agosto de 2010, con Geely pagando US$1 300 000 000 (equivalente a $1 816 389 440 en 2023) en efectivo y un billete de US$200 000 000 (equivalente a $279 444 529 en 2023), en la mayor adquisición de ultramar por un fabricante automotriz de China.
Stefan Jacoby, anteriormente un ejecutivo jefe de Grupo Volkswagen of America, se convirtió en el presidente y ejecutivo jefe de Volvo Car Corporation el 16 de agosto, reemplazando Stephen Odell, quien se convirtió en el ejecutivo jefe de Ford of Europe. Li Shufu se convirtió en el nuevo presidente de la junta de Volvo Cars, con Hans Olav-Olsson, un presidente y ejecutivo anterior de Volvo Cars; y Håkan Samuelsson, anteriormente el ejecutivo jefe de MAN SE, como miembros de su junta.
En 2015 reportó ingresos por 6 634 610 €, con un beneficio neto de 58 700 000 €.

## Fábricas de Volvo Cars
| Localización   | Ciudad                        | Desde | Productos                              | Comentarios | Empleados    |
| -------------- | ----------------------------- | ----- | -------------------------------------- | --- | ------------ |
| Suecia         | Torslanda                     | 1964  | - S90 - V70 - XC70 - XC90              | - Sede de Volvo Car Corporation - Centro de Investigación, desarrollo y diseño - Centro de marketing                       | 5,520        |
| Suecia         | Olofström                     | 1974  | - Chasis - Puertas                     | Planta Compartida con Nissan                                                                                               | 1,400        |
| Suecia         | Skövde                        | 1907  | Motores                                | Las plantas de Skövde y Floby forman parte de Volvo Cars Engine y manufacturan componentes y cuentan como una sola fábrica | 1,800        |
| Suecia         | Floby                         | 1907  | - Bielas - Sistema de frenado          | Las plantas de Skövde y Floby forman parte de Volvo Cars Engine y manufacturan componentes y cuentan como una sola fábrica | 1,800        |
| Bélgica        | Gante                         | 1965  | - C30 - XC40 - C40 - S40               | Volvo Car Gent, una de las mayores plantas de producción de Volvo Cars en términos de automóviles producidos.              | 5,400 (2015) |
| Estados Unidos | Charleston (Carolina del Sur) | 2018  | - S60 - EX90                           | Destinada a las ventas en el continente americano, aunque también para exportación internacional.                          |              |
| Tailandia      | Samutprakarn                  | 1976  | - S60 - S80 - V70 - XC70 - Componentes | Fábrica de uso compartido con AB Volvo                                                                                     | 364          |
| China          | Chengdú                       | 2013  | S60                                    | 2013-presente |              |
| China          | Daqing                        | 2013  | XC60                                   | 2014-presente | 587          |
| China          | Zhangjiakou                   |       | Motores                                | |              |

Además hubo fábricas en Chile (DiVolvo, 1963-1966) y en Canadá (1963-1998).

## Gama de automóviles
Volvo ha tenido una amplia gama de automóviles en el transcurso de su historia y ha utilizado múltiples sistemas para su denominación.

### Históricos
- ÖV 4, también denominado Jakob
- PV650 Series
- TR670 Series
- PV 36 Carioca
- PV51

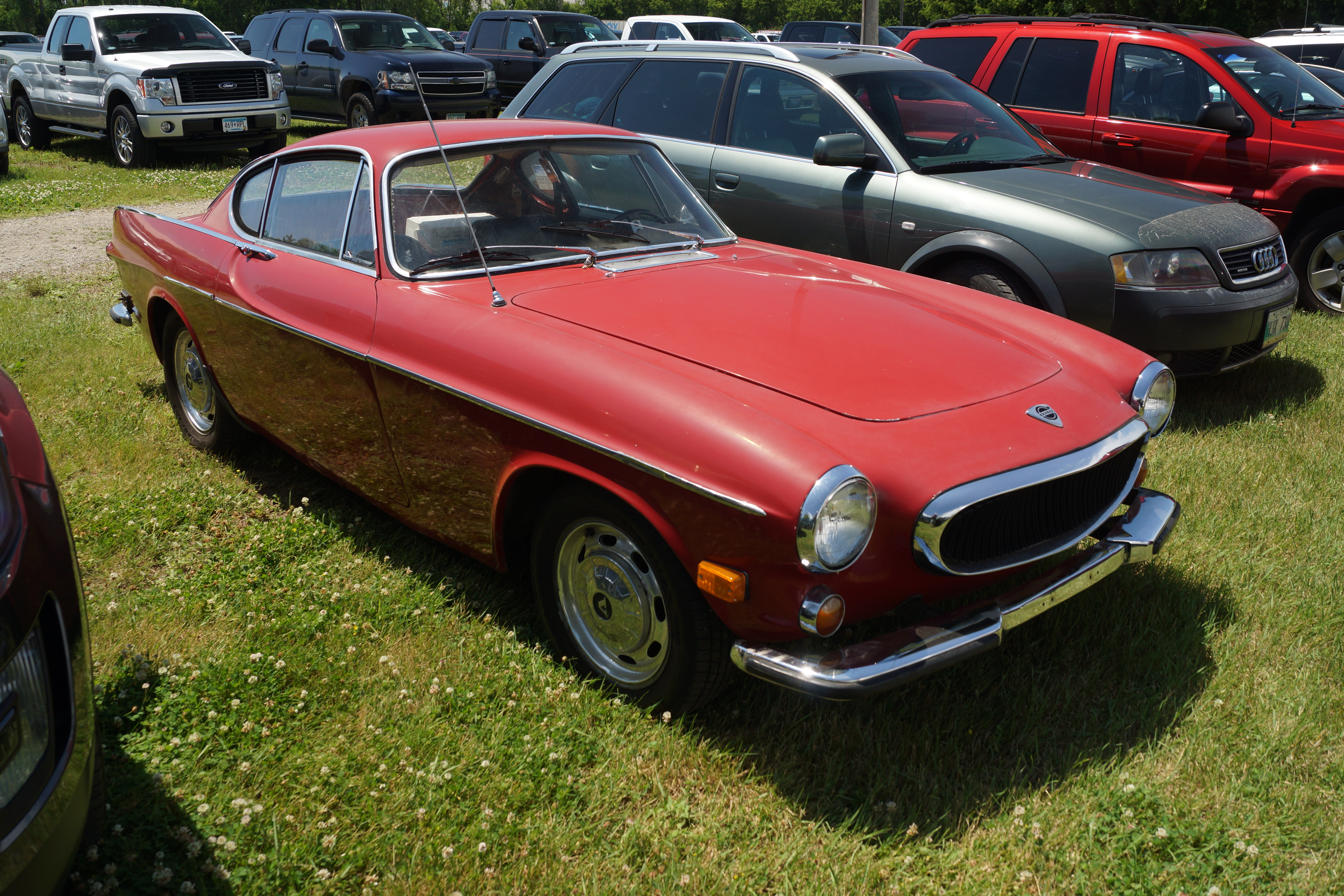
P1800 de 1967.

- PV800 Series (civilian (PV801, PV802, PV810, PV821, PV822 and PV831) and military (TP21/P2104, P2104))
- PV 60
- PV444/544
- Duett (PV445, P210)
- P1900
- Amazon
- 122
- P1800
- 66
- C202
- C3-series (C303, C304 y C306)

### Nomenclatura de tres dígitos

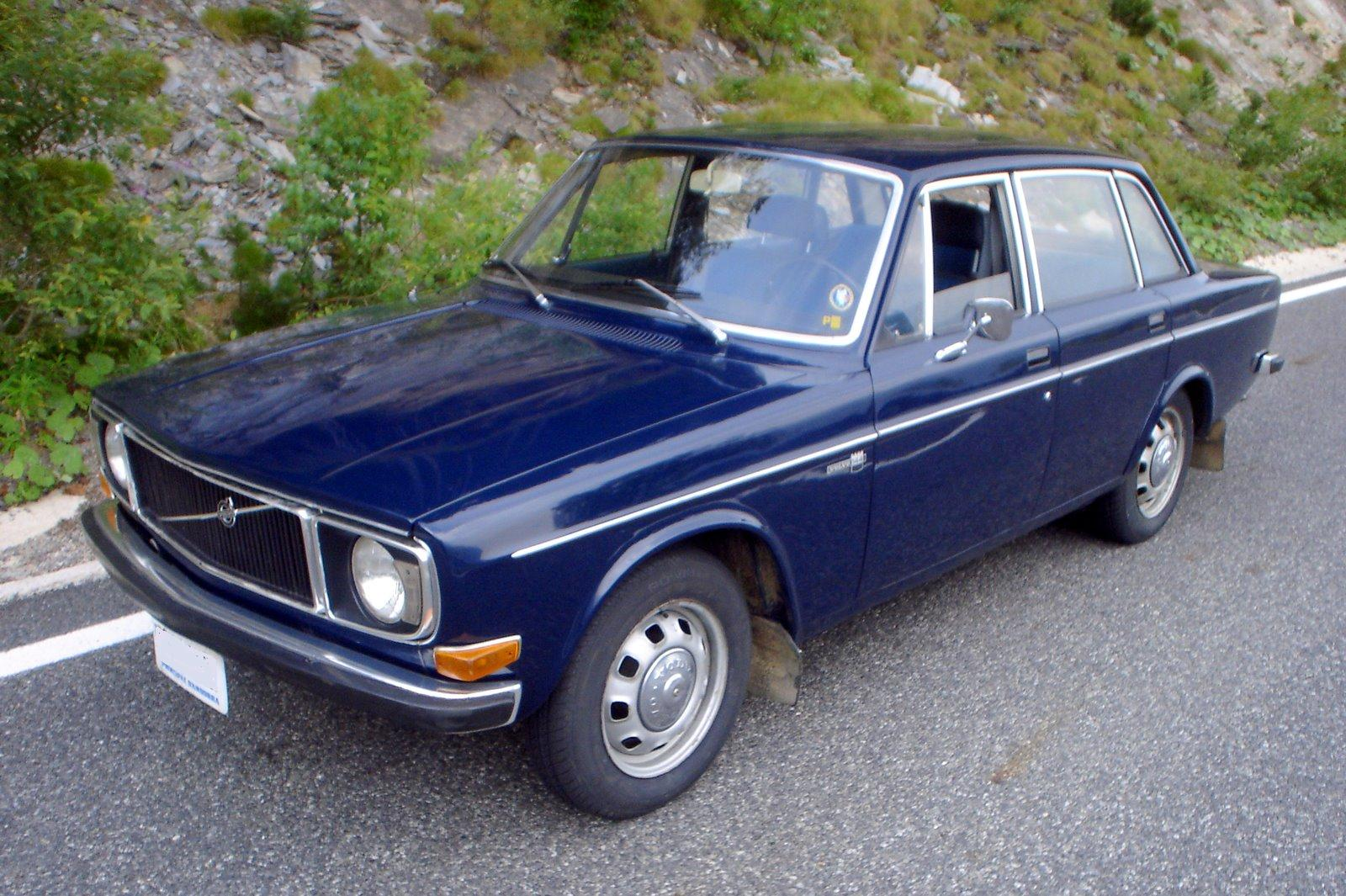
144 sedán de 1972.

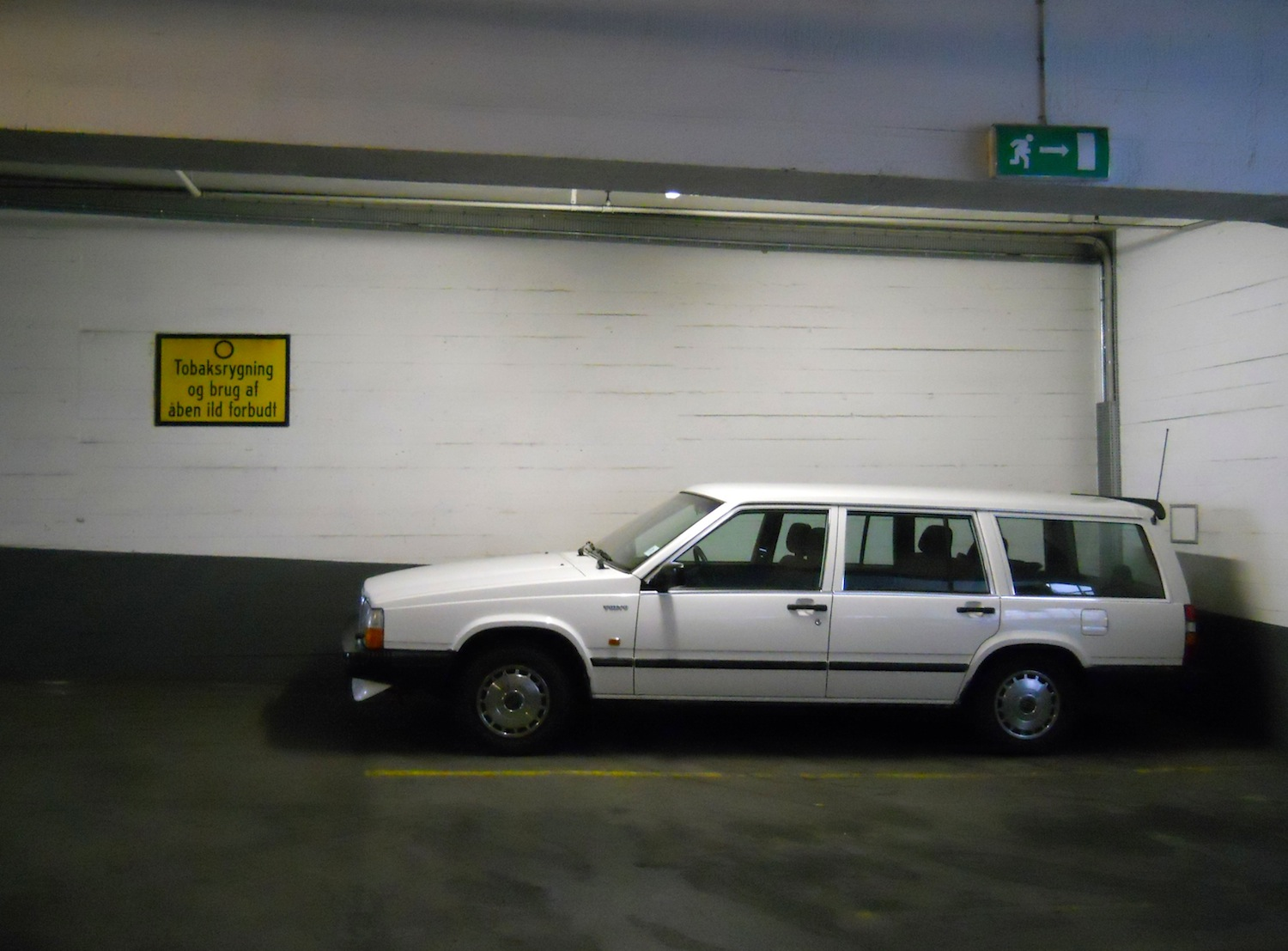
740 estate de 1987

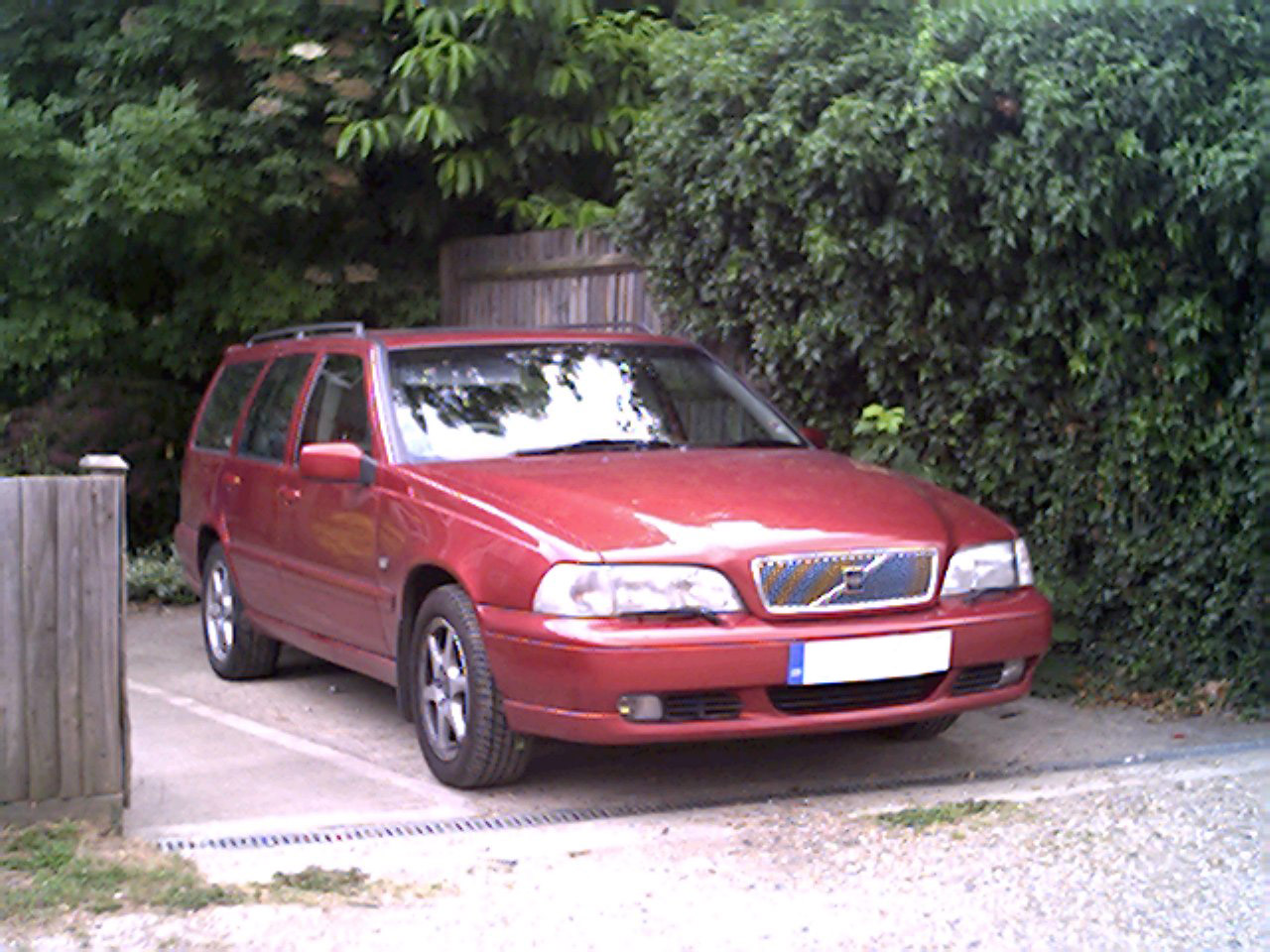
V70 estate de 1998

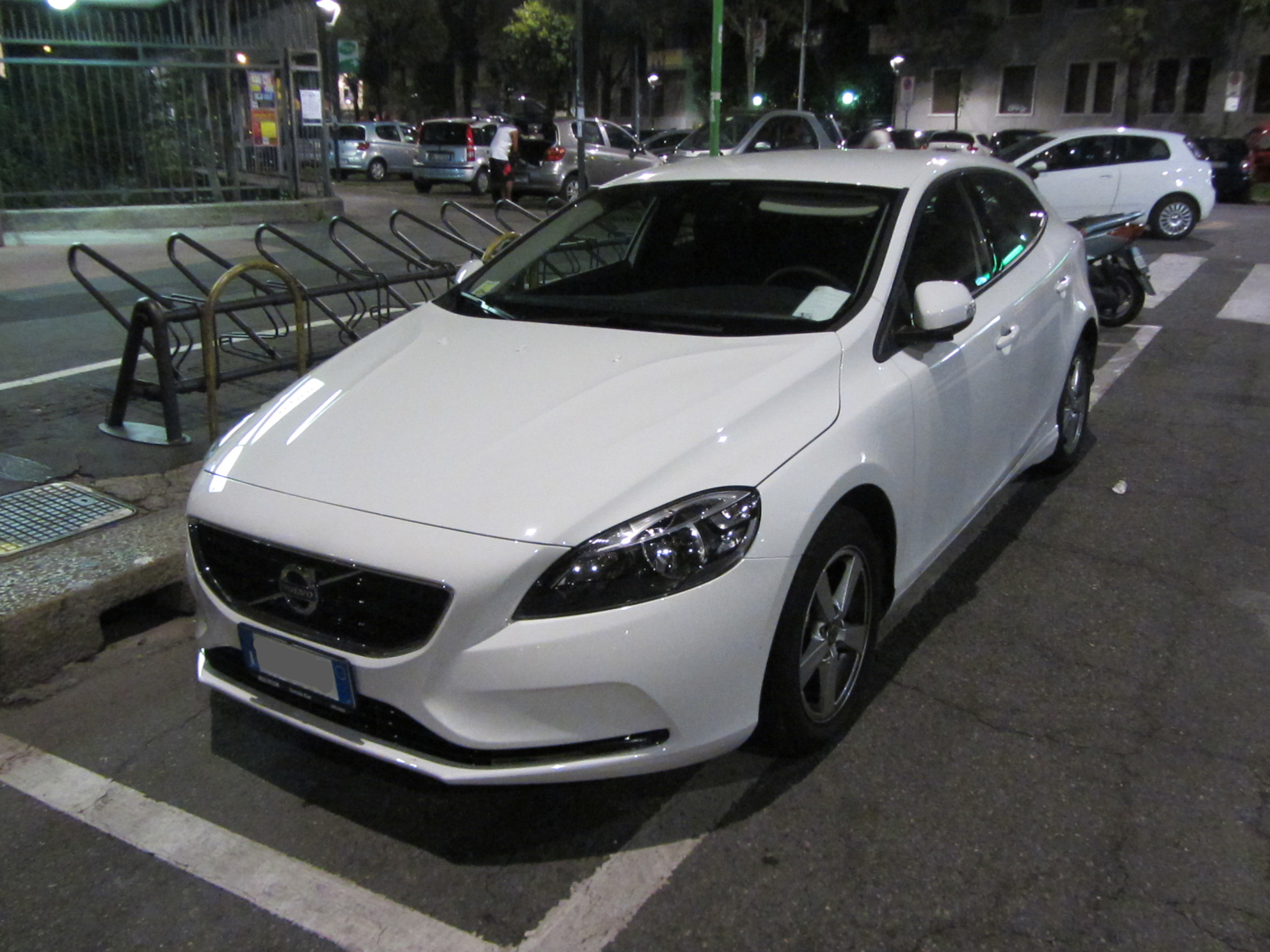
V40 de 2012

Volvo utilizó un sistema de tres dígitos para sus automóviles desde 1966 hasta 1998. Como regla general, en la denominación de los vehículos fabricados durante esta era, el primer dígito significa la serie, el segundo dígito significa el número de cilindros, donde el tercer dígito significa el número de puertas.
- 140, 142, 144 y 145
- 164
- 240, 242, 244 y 245
- 260, 262C, 264 y 265
- 340, 343, 345 y 360
- 440
- 460
- 480
- 740
- 760
- 780
- 850
- 940
- 960

### Recientes

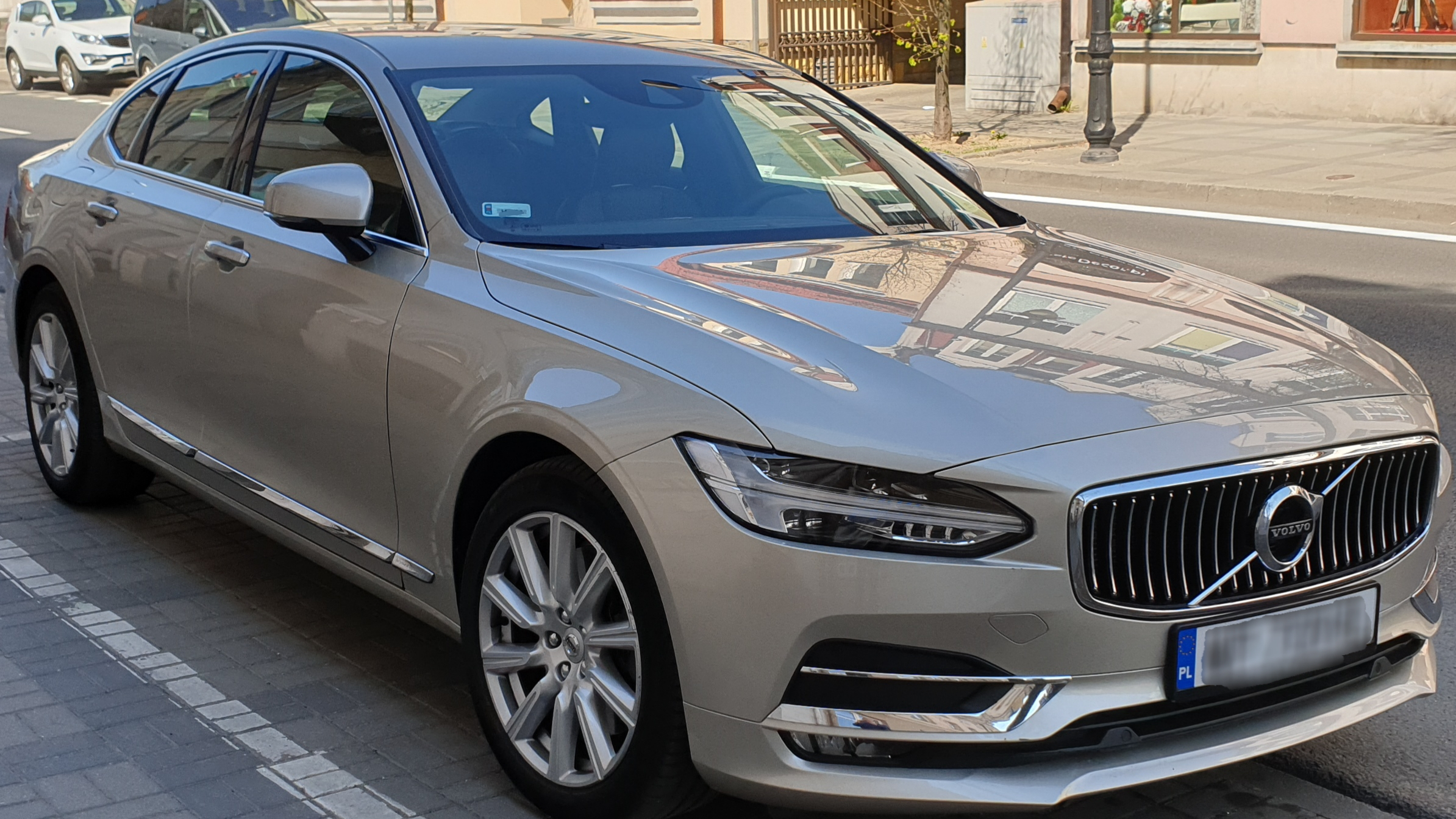
S90 de 2017

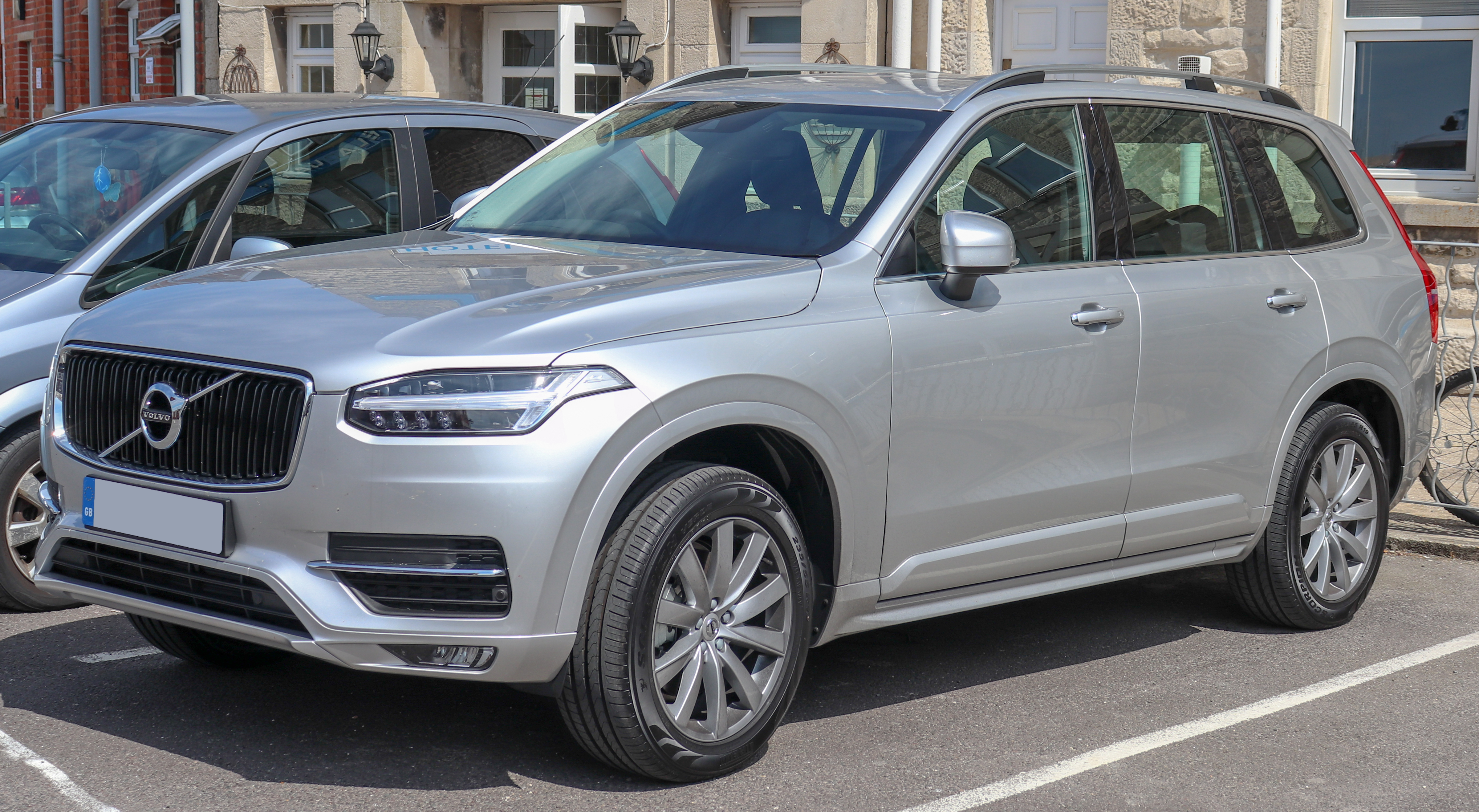
XC90 2.0 de 2018

- C30 - Hatchback del segmento C; en el mercado desde 2006 hasta 2013.
- C70 - Automóvil deportivo; en el mercado desde 1997 hasta 2015.
- S40 - Sedán y familiar del segmento C; en el mercado desde 1995 hasta 2012.
- V50 - Una evolución del Volvo S40; en el mercado desde 2004 hasta 2012.
- XC90 - Vehículo utilitario deportivo (SUV) del segmento E; en el mercado desde 2002.
- S90 - Automóvil de lujo del segmento E; en el mercado desde 2017.[37]
- S60 - Sedán del segmento D; en el mercado desde 2000.
- V60 - Familiar del segmento D; en el mercado desde 2000.
- S80 - Sedán del segmento E; en el mercado desde 1998 hasta 2016.
- V70 - Familiar del segmento D; en el mercado desde 1996 hasta 2016.
- XC60 - SUV del segmento D; en el mercado desde 2008.
- XC40 - SUV del segmento C; en el mercado desde 2017.
- XC70 - Familiar del segmento E; en el mercado desde 2000 hasta 2016.
- V40 Desde 2012 hasta 2021.
- S90 Desde 2017.
- XC90
- XC60
- XC40 Desde 2018.
- V90
- V90 Cross Country

### Eléctricos
- C40 Recharge
- EX30
- EX40 (antes XC40 Recharge)
- EX90

## Seguridad
A lo largo de su historia, Volvo ha dado prioridad a la seguridad tanto de los ocupantes de sus vehículos como de los peatones, teniendo las patentes de los últimos desarrollos en seguridad activa y pasiva, como el cinturón de tres puntos.[cita requerida]

## Mercado
La dueña actual de los derechos de la marca es la empresa Volvo Trademark Holding AB. Esta compañía está integrada en partes iguales por Volvo Cars y AB Volvo.
La actividad principal de Volvo Trademark es la administración de las marcas de las dos empresas, lo que incluye las licencias para AB Volvo y Volvo Cars. El trabajo diario de la compañía es mantener el catálogo global de los registros de las marcas y actuar en caso de usos indebidos de la marca.

### Logotipo
En la actualidad consta del símbolo masculino con el nombre de la empresa escrito en una tipografía característica, con el signo alquimista del hierro en el fondo, el cual se utiliza para simbolizar la fuerza de ese elemento que se utiliza en los modelos de la firma, ya que Suecia es conocida por la calidad de sus aceros. También se complementa con una banda diagonal distintiva en la parrilla frontal de los vehículos.

### Patrocinio

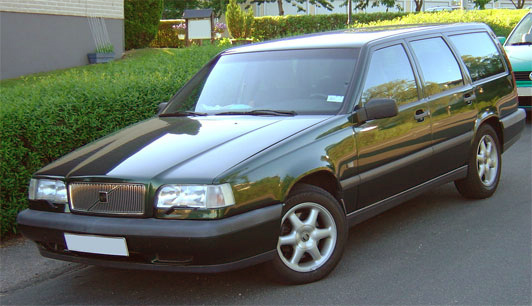
850 kombi (Estate).

Volvo entró en el Campeonato Europeo de Turismos con el Volvo 240 de mediados de los años 1980. Sus automóviles también entraron en la carrera de Guía, que forma parte del Gran Premio de Macao en 1985, 1986 y 1987, ganando en 1985 y 1986.
Volvo también entró en el Campeonato Británico de Turismos en los años 1990 con Tom Walkinshaw Racing. Esta asociación fue responsable por el auto polémico de 850 Estate Racing, que solo se presenta como no competitivo cuando la FIA permitió el uso de ayudas aerodinámicas en 1995. TWR construyó y gestionó el 850 Saloon, con seis victorias en 1995 y cinco victorias en 1996; y el S40, con una victoria en 1997 en el campeonato. En 1998, TWR Volvo ganó el campeonato, con Rickard Rydell conduciendo el S40R.
En 2008 Volvo entró en el Campeonato Sueco de Turismos con un C30 motorizado con bioetanol E85. Robert Dahlgreen y Tommy Rustad fueron los pilotos, terminando quinto y décimo respectivamente en el campeonato. Volvo también ha manifestado su intención para entrar en el Campeonato Británico de Turismos en 2009 con el mismo auto, como parte del WTCR.

## Premios
En enero de 2013, el modelo Volvo V40, ha sido galardonado con el Premio "Coche del Año de los Lectores 2013", que organiza la Vanguardia y la Editorial Prensa Ibérica.
El sedán de lujo S90 fue elegido como ganador de "Diseño de Coche de Producción del Año 2015" por un panel de diseñadores de automóviles profesionales de todo el mundo. El S90 fue elegido por un panel de dieciocho jueces, de una lista de veinte vehículos contendientes. El sedán premium recibió elogios por sus grandes proporciones, su uso auténtico de los materiales y su diseño atemporal. El premio se entregó en una ceremonia organizada por Car Design News en Ginebra. El premio, presentado por Car Design News, representa el pináculo de los premios de diseño automotriz. El jurado está compuesto por dieciocho diseñadores de automóviles de todo el mundo de empresas como Bentley, Daimler, McLaren y Ferrari. Como auto insignia de Volvo, ha sido ganador de un número inimaginable de premios y distinciones en diferentes países.
En marzo de 2018, el XC40 fue premiado como "Coche europeo del año 2018" en el Salón del Automóvil en Ginebra.[cita requerida]